# Lijst van voetbalinterlands Bolivia - Uruguay (vrouwen)
Deze lijst van voetbalinterlands is een overzicht van alle officiële voetbalinterlands tussen de nationale vrouwenteams van Bolivia en Uruguay. De landen hebben tot nu toe drie keer tegen elkaar gespeeld.

## Wedstrijden
| № | Plaats        | Datum        | Competitie                 | Wedstrijd         | Uitslag |
| - | ------------- | ------------ | -------------------------- | ----------------- | ------- |
| 1 | Mar del Plata | 7 maart 1998 | Sudamericano Femenino 1998 | Uruguay − Bolivia | 1 − 1   |
| 2 | Montevideo    | 24 juni 2022 | Vriendschappelijk          | Uruguay − Bolivia | 5 − 0   |
| 3 | Montevideo    | 26 juni 2022 | Vriendschappelijk          | Uruguay − Bolivia | 7 − 0   |

## Samenvatting
| Competitie            | Totaal gespeeld | Winst Bolivia | Gelijk | Winst Uruguay | Doelsaldo Bolivia – Uruguay |
| --------------------- | --------------- | ------------- | ------ | ------------- | --------------------------- |
| Sudamericano Femenino | 1               | 0             | 1      | 0             | 1 − 1                       |
| Vriendschappelijk     | 2               | 0             | 0      | 2             | 0 − 12                      |
| Totaal                | 3               | 0             | 1      | 2             | 1 − 13                      |